# كورت فلوود
كورت فلوود (بالإنجليزية: Curt Flood)‏ هو لاعب كرة قاعدة أمريكي، ولد في 18 يناير 1938 في هيوستن في الولايات المتحدة، وتوفي في 20 يناير 1997 في لوس أنجلوس في الولايات المتحدة بسبب سرطان المريء.

## وصلات خارجية
- كورت فلوود على موقع دوري كرة القاعدة الرئيسي (الإنجليزية)
- كورت فلوود على موقعبيزبول رفرنس.كوم (الدوري الرئيسي) (الإنجليزية)
- كورت فلوود على موقعبيزبول رفرنس.كوم (الدوري الثانوي) (الإنجليزية)
- كورت فلوود على موقع جمعية أبحاث البيسبول الأمريكية (الإنجليزية)
- كورت فلوود على موقع إي إس بي إن.كوم (أم.أل.بي) (الإنجليزية)
- كورت فلوود على موقع مشجعي الرسوم البيانية (الإنجليزية)
- كورت فلوود على موقع IMDb (الإنجليزية)
- كورت فلوود على موقع الموسوعة البريطانية (الإنجليزية)
- كورت فلوود على موقع إن إن دي بي (الإنجليزية)